# Money Is Still a Major Issue
| Đánh giá chuyên môn | Đánh giá chuyên môn |
| Nguồn đánh giá      | Nguồn đánh giá      |
| Nguồn               | Đánh giá            |
| ------------------- | ------------------- |
| Allmusic            | [ 1 ]               |

Money Is Still a Major Issue là một album phối khí của nam ca sĩ nhạc rap Pitbull. Album được phát hành vào ngày 15 tháng 11 năm 2005. Trong album có sự góp giọng của nhiều ca sĩ nổi tiếng, một số bản phối khí các ca khúc cũ của anh và một số ca khúc chưa từng được công bố trước đó.

## Danh sách ca khúc
Đĩa 1
1. "Everybody Get Up" (hợp tác với Pretty Ricky)
2. "Rah Rah" (Remix) (Elephant Man hợp tác với Pitbull & Daddy Yankee)
3. "Shake" (Remix) (Ying Yang Twins hợp tác với Pitbull & Elephant Man)
4. "Culo" (Remix) (hợp tác với Lil Jon, Ivy Queen)
5. "Mil Amores" (Remix) (Master Joe & O.G. Black hợp tác với Pitbull)
6. "Turnin Me On" (Remix) (Nina Sky hợp tác với Shawnna & Pitbull)
7. "She's Hotter" (T.O.K. hợp tác với Pitbull)
8. "Get to Poppin' (Remix) (Rich Boy hợp tác với Pitbull)
9. "Might Be the Police" (Brisco hợp tác với Pitbull)
10. "Who U Rollin' With" (hợp tác với Piccallo & Cubo)
11. "Dammit Man" (Remix) (hợp tác với Lil' Flip & Lil Wayne)
12. "Oh No He Didn't" (hợp tác với Cubo)
13. "Toma" (Dj Buddha Remix) (hợp tác với Lil Jon, Mr. Vegas, Wayne Marshall, Red Rat, T.O.K., & Kardinal Offishall)

Đĩa 2
1. "Culo" (Video)
2. "Dammit Man" (Video)
3. "Toma" (Video)
4. Live performances and interviews